# Sesquióxido
Un sesquióxido es un óxido que contiene tres átomos de oxígeno con dos átomos (o radicales) de otro elemento, por ejemplo el óxido de aluminio (Al2O3) es un sesquióxido. 
Muchos sesquióxidos contienen al metal en el estado de oxidación 3+, como Al2O3, Fe2O3 o La2O3, sin embargo los sesquióxidos álcali-metal son excepciones y contienen tanto iones peróxido (O22−) como superóxido (O2−), por ejemplo Rb2O3 se formula [(Rb+)4(O22−)(O2−)2].
Los sesquióxidos de hierro y aluminio se encuentran en gran medida en el suelo.